# 电源符号

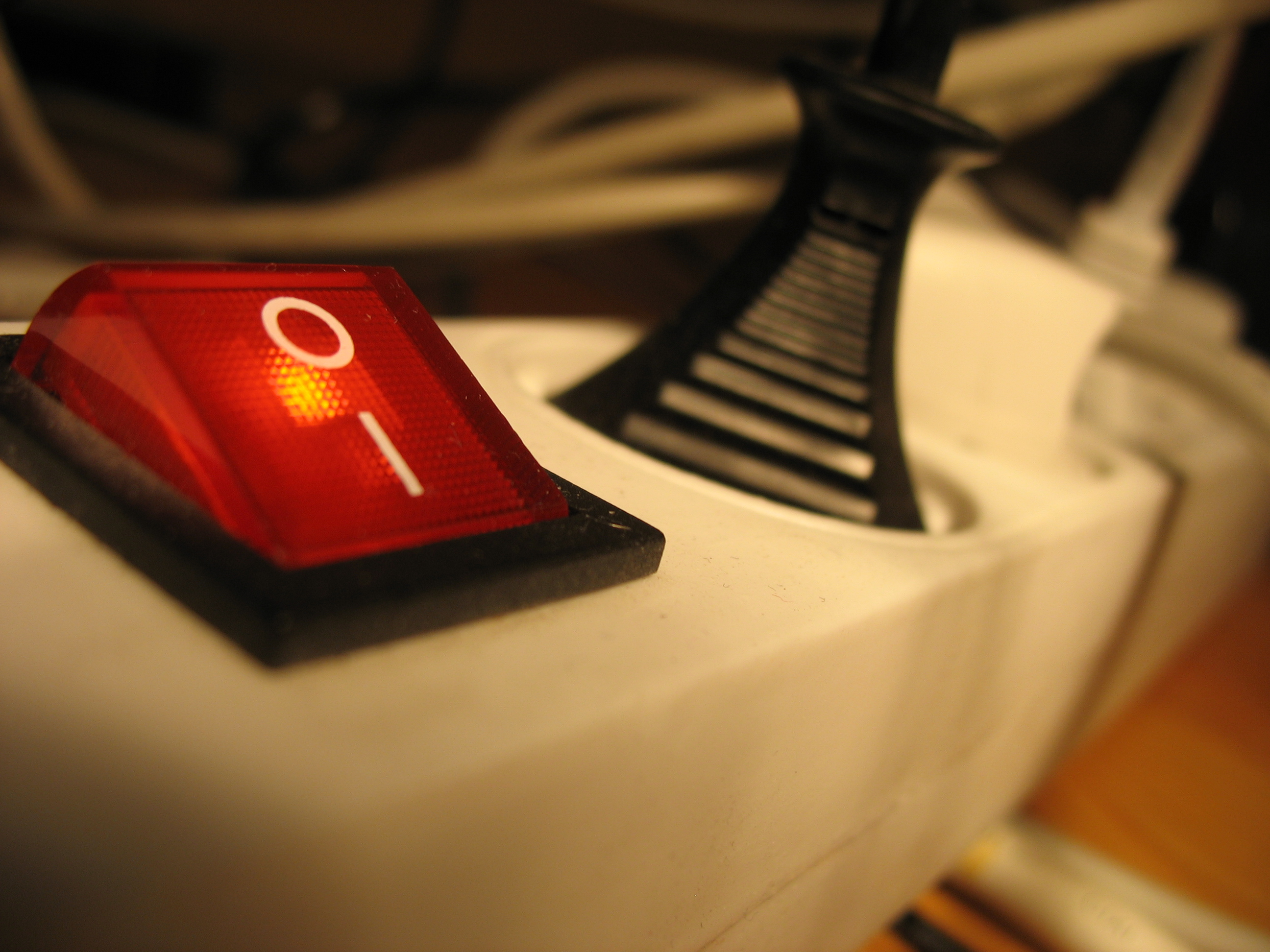
翘板开关上的电源开（IEC 60417-5007）和电源关（IEC 60417-5008）符号

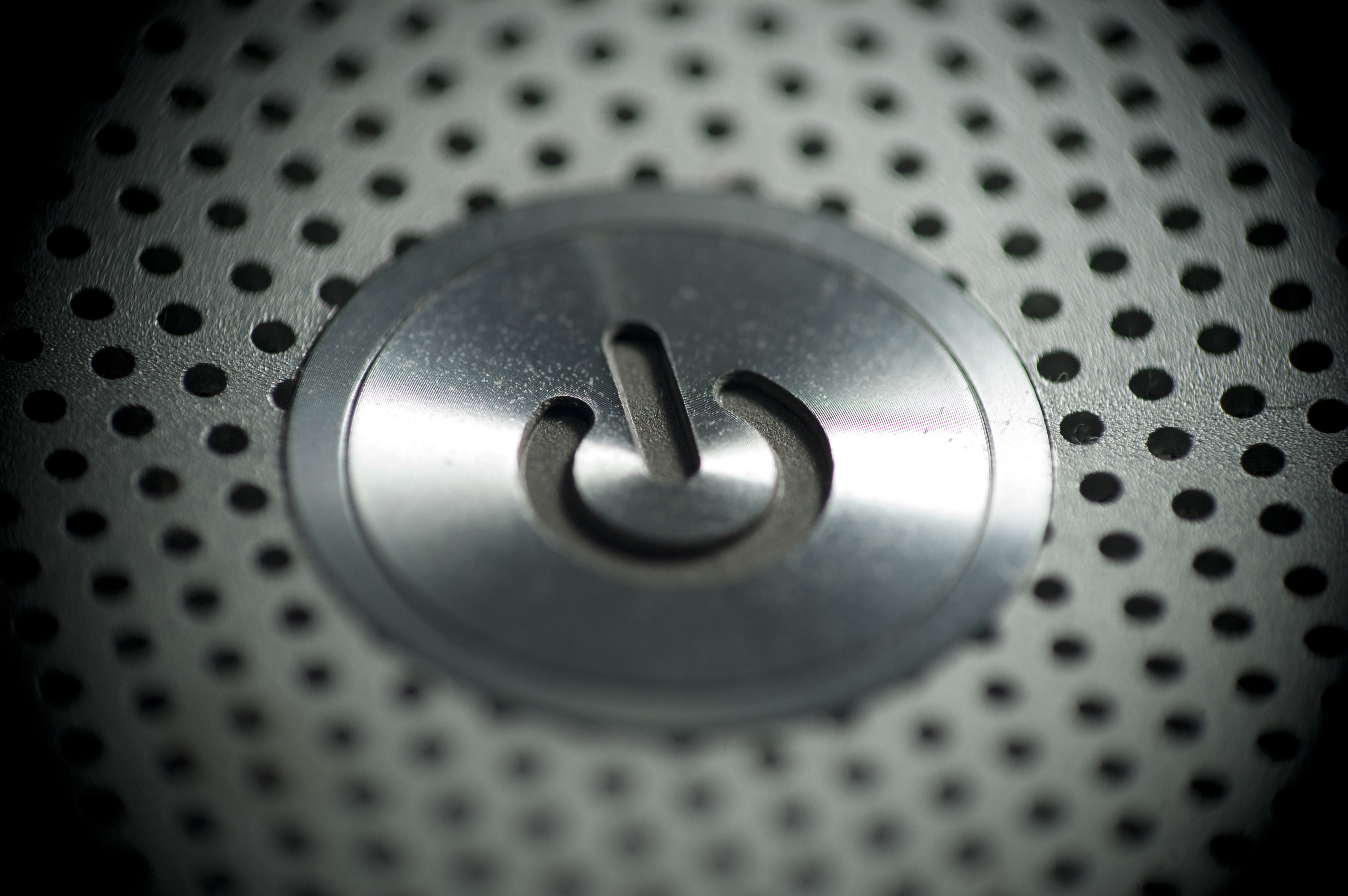
电源按钮上的待机符号（IEC 60417-5009），该按钮控制设备的开关，但并不完全断开电源供应。

电源符号是一种用来表示控制器启动还是停止特定设备的符号。国际电工委员会的 60417 标准中描述了「通用电源符号」，该标准 1973 年的版本（IEC 417）中则将其描述为「设备用图形符号」，相关的非正式使用则更早。
著名的开关符号是用户界面设计上逻辑演化的结果。最初，大多数电源控制器上的开关都有两个状态，分别用文字标明 （英文的「开」）和 （英文的「关」）。随着技术的普及，为了跨越语言文字方面的障碍，人们把这两个英文单词用通用的符号线（|）和圈（o）代替。如今的电源开关仍在使用这一标准。
待机按钮的符号由「|」和「o」两个符号叠加而来。

## 定义
|  | IEC 60417-5007，「电源开」符号（线）（英語：power-on）。表示会让设备进入完全通电的状态。 |
|  | IEC 60417-5008，「电源关」符号（圈）（英語：power-off）。表示会让设备与电源断开。 |
|  | IEC 60417-5009，「待机」符号（线在断开的圈中）（英語：standby）。表示睡眠模式或低电状态。开关不会让设备完全断开电源供应。如果出现在杠杆开关的一端，则另一端一般是「电源开」符号；如果出现在按键开关上则会将设备设为待机状态；如果出现在普通按钮上，则会将设备在「开」和「待机」状态之间切换。如果按照 IEEE 1621 标准，该符号仅代表「电源」（英語：power）。 |
|  | IEC 60417-5010，「电源开关」符号（线在圈中）（英語：power on-off）。用在将设备在「开」和「完全关闭」状态之间切换的按钮上。 |
|  | 弦月，表示睡眠模式。由 IEEE 1621 加入，作为待机符号的替代品。 |